# Shailesh Vara

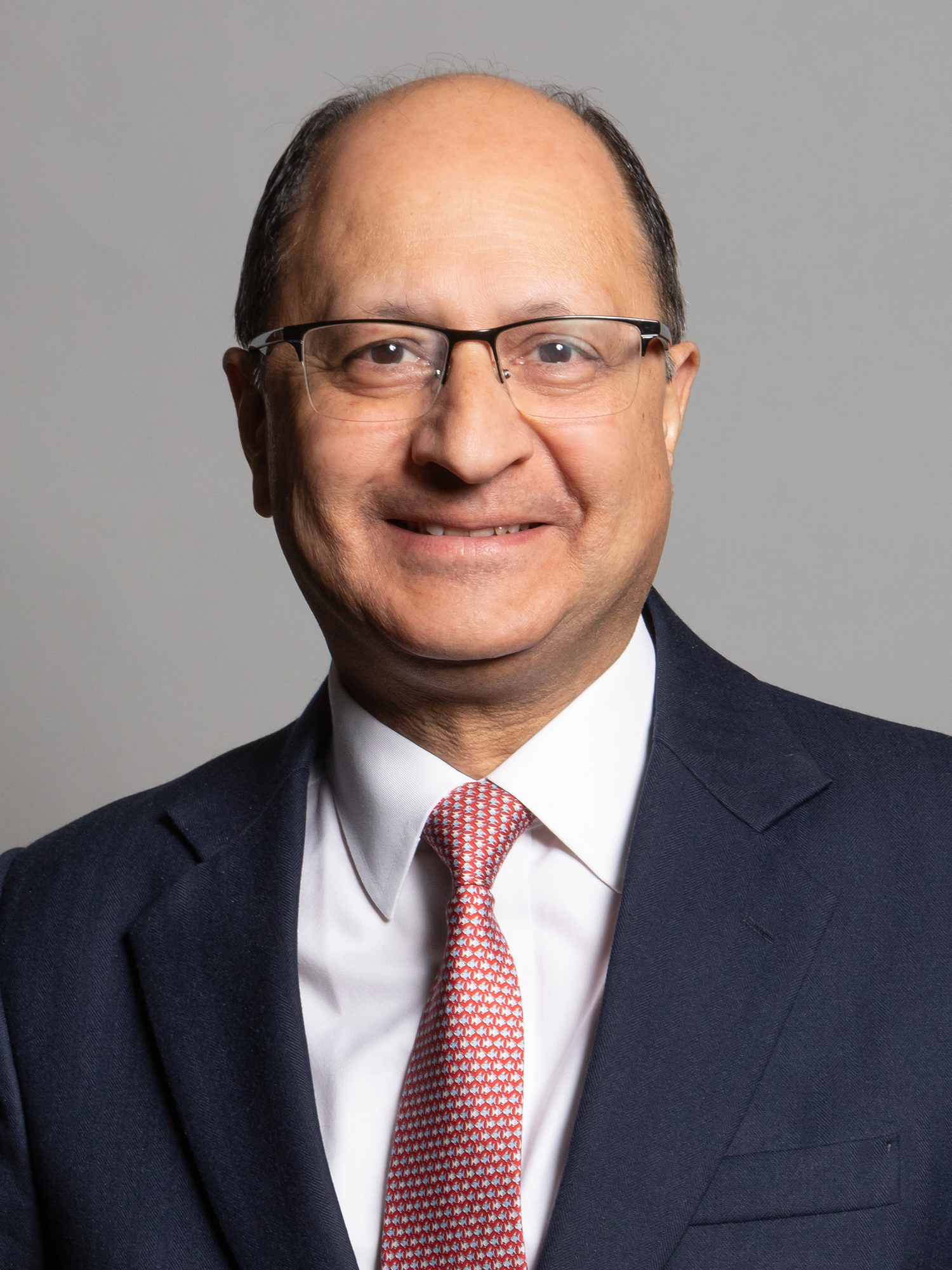
Shailesh Vara (12. Januar 2020)

Shailesh Lakhman Vara, PC (* 4. September 1960 im Protektorat Uganda) ist ein britischer Rechtsanwalt und Politiker der Conservative Party, der unter anderem seit 2005 Abgeordneter des Unterhauses (House of Commons) ist und 2022 für einige Monate im Kabinett Boris Johnson II Minister für Nordirland (Secretary of State for Northern Ireland) war.

## Leben
Shailesh Lakhman Vara, Sohn einer Gujarati-Familie, wuchs zunächst im Protektorat Uganda auf und zog 1964 mit seiner Familie nach Großbritannien. Nach dem Besuch der 1598 gegründeten Aylesbury Grammar School absolvierte er ein Studium der Rechtswissenschaften an der Brunel University und nahm daraufhin eine Tätigkeit als Rechtsanwalt (Solicitor) in der City of London, im Londoner West End sowie zeitweise in Hongkong auf. Er war zwischen dem 1. Juli 2001 und dem 1. Juli 2005 Vize-Vorsitzender (Vice-Chairman) der Conservative Party und damit ein enger Mitarbeiter der damaligen Parteiführer (Leader) Iain Duncan Smith (2001 bis 2003) und Michael Howard (2003 bis 2005).
Bei der Unterhauswahl am 5. Mai 2005 wurde er als Nachfolger seines Parteifreundes Brian Mawhinney für die Konservativen im Wahlkreis North West Cambridgeshire erstmals als Abgeordneter in das Unterhaus (House of Commons) gewählt und am 6. Mai 2010, 7. Mai 2015, am 8. Juni 2017 und zuletzt am 12. Dezember 2019 mit einer Mehrheit von 25.983 Stimmen jeweils wiedergewählt. Der Wahlkreis North West Cambridgeshire ist ein gemischter Wahlkreis, der einen großen Teil der Stadt Peterborough umfasst. Zu diesem Wahlkreis gehört auch die kleine Klosterstadt Ramsey, die sich über die ländliche Landschaft von Cambridgeshire bis nach Huntingdon erstreckt. Der Wahlkreis gilt als sicheres konservatives Territorium, wo die Partei typischerweise etwa 50 Prozent der Stimmen erhält, eine Zahl, die bei den letzten beiden Wahlen auf etwa 60 Prozent der Wählerstimmen gestiegen ist. Zu Beginn seiner Parlamentszugehörigkeit war er zwischen dem 12. Juli 2005 und dem 11. Dezember 2006 Mitglied des Ausschusses für Umwelt, Ernährung und ländliche Angelegenheiten (Environment, Food and Rural Affairs Committee) und fungierte im Schattenkabinett seiner Partei vom 8. November 2006 bis zum 6. Mai 2010 als stellvertretender Führer des Unterhauses (Shadow Deputy Leader of the House of Commons). Er hatte zwei private Gesetzentwürfe ins Parlament eingebracht, obwohl beide nie tatsächlich verabschiedet wurden. Bei der ersten Maßnahme 2006 sollte die Altersgruppe, ab der Frauen Zugang zur obligatorischen Brustkrebsvorsorgeuntersuchung haben, von 50 bis 70 auf 45 bis 75 Jahre angehoben werden. Der zweite Gesetzentwurf zielte darauf ab, Hausbesitzern, die versuchten, sich und ihr Eigentum vor Eindringlingen zu verteidigen, einen besseren Schutz zu bieten.

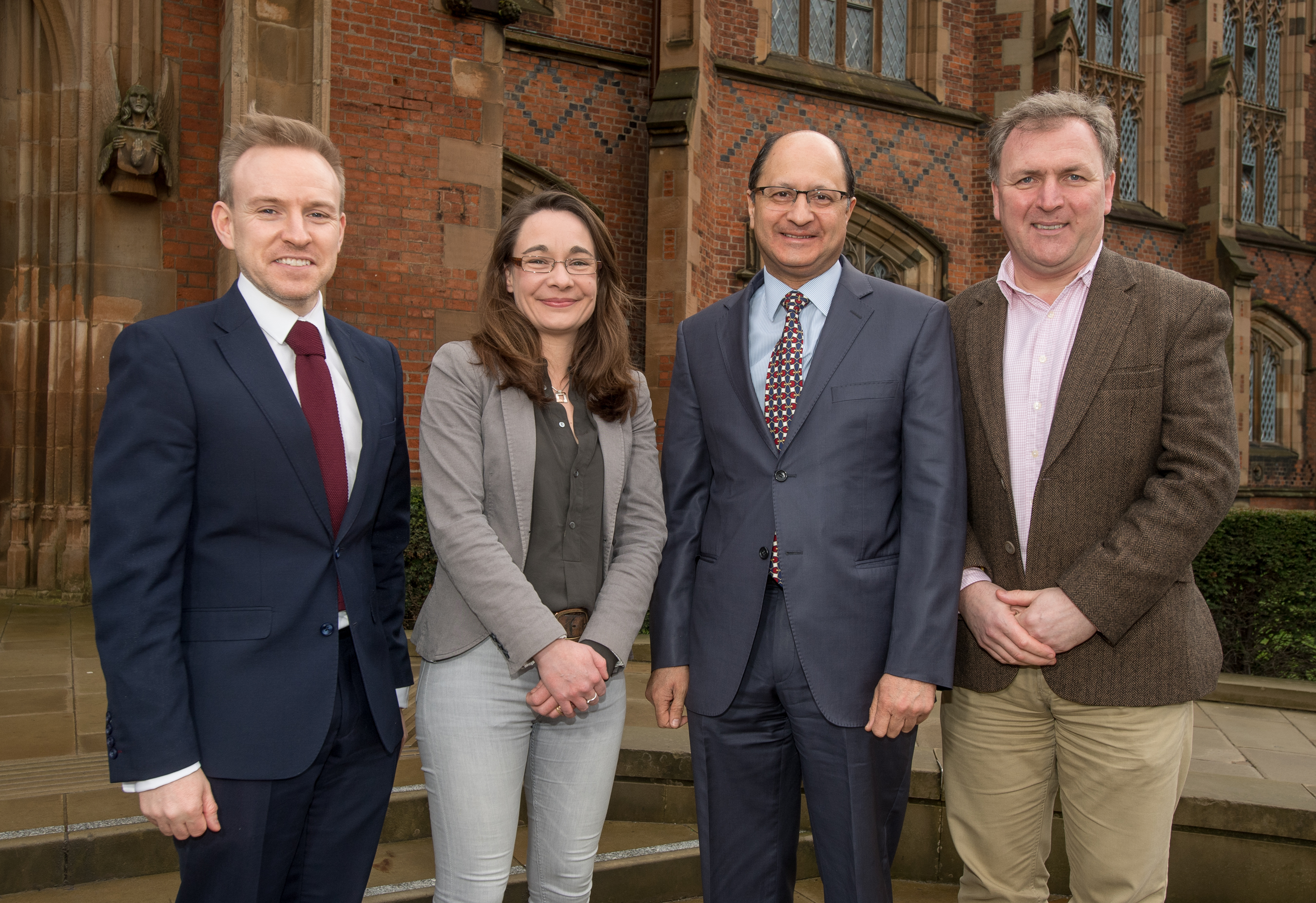
Vara als Staatsminister im Nordirland-Ministerium bei einem Besuch der Queen’s University Belfast (8. Februar 2018).

Nach dem Wahlsieg der Conservative Party bei der Unterhauswahl am 6. Mai 2010 fungierte Shailesh Vara vom 12. Mai 2010 bis zum 6. September 2012 als Assistierender Parlamentarischer Geschäftsführer der Regierungsfraktion für das Schatzamt (Assistant Whip, HM Treasury) und war zugleich zwischen dem 26. Juli 2010 und dem 14. November 2011 Mitglied des Verwaltungsausschusses (Administration Committee) beziehungsweise vom 14. November 2011 bis zum 14. Januar 2013 Mitglied des Ausschusses für Finanzen und Dienstleistungen (Finance and Services Committee). Im Anschluss übernahm er zwischen dem 7. Oktober 2013 und dem 18. Juli 2016 den Posten als Parlamentarischer Staatssekretär für Gerichte und Rechtshilfe im Justizministerium (Parliamentary Under-Secretary of State for Justice, Minister for the Courts and Legal Aid) sowie zugleich in Personalunion vom 9. Juli 2015 bis zum 18. Juli 2016 als Parlamentarischer Staatssekretär für Wohlfahrtsleistungen im Ministerium für Arbeit und Pensionen (Parliamentary Under-Secretary of State for Work and Pensions (Welfare Delivery)). Nachdem er zwischen dem 9. Januar und dem 23. Juli 2018 Parlamentarischer Staatssekretär im Ministerium für Nordirland (Parliamentary Under-Secretary, Northern Ireland Office) war, fungierte er vom 23. Juli bis zu seinem Rücktritt am 15. November 2018 als Staatsminister (Minister of State) im Ministerium für Nordirland. Er war damit der erste Minister, der 2018 aufgrund des von Premierministerin Theresa May vorgeschlagenen EU-Austrittsabkommens zurücktrat.
Vara unterstützte zunächst die Kandidatur von Dominic Raab zur Wahl zum Parteiführer (Leader) der Conservative Party am 23. Juli 2019, ehe er seine Unterstützung für Boris Johnson erklärte. Nach dem Rücktritt von John Bercow meldete er zur Wahl zum Speaker des House of Commons am 4. November 2019 zunächst seine Kandidatur an, die er jedoch ebenso wie Henry Bellingham vor der offiziellen Nominierung zurückzog. Er war zwischen dem 2. März 2020 und dem 12. Oktober 2020 Mitglied des Umweltprüfungsausschusses (Environmental Audit Committee). Er ist seit dem 10. November 2020 Mitglied des Gemischten Ausschusses für das Gesetz über feste Laufzeiten des Parlaments (Joint Committee on the Fixed-Term Parliaments Act) sowie war zugleich vom 2. bis 22. März 2022 Mitglied des Gesetzentwurfsausschusses für Produktsicherheit und Telekommunikationsinfrastruktur (Product Security and Telecommunications Infrastructure Bill Committee).
Nach dem massenhaften Rücktritt von Ministern Anfang Juli 2022 wurde Shailesh Vara am 7. Juli 2022 Nachfolger von Brandon Lewis als Minister für Nordirland (Secretary of State for Northern Ireland) im Kabinett Boris Johnson II und bekleidete dieses Ministeramt bis zum Ende der Amtszeit von Premierminister Boris Johnson am 6. September 2022. Ferner wurde er am 8. Juli 2022 auch Mitglied des Privy Council (PC), ein politisches Beratungsgremium des britischen Monarchen. In das daraufhin am 6. September 2022 gebildete Kabinett Truss wurde er jedoch nicht mehr berufen. Er engagiert sich zudem als stellvertretender Vorsitzender der parteiübergreifenden Parlamentariergruppe für Indien.
Shailesh Vara ist verheiratet und Vater zweier Kinder.